# 奧林匹亞德站
奧林匹亞德站（法語：Olympiades）是巴黎地鐵的車站之一，也是巴黎地鐵14號線在南端的起點車站。奧林匹亞德站竣工於2007年6月25日，並在翌日早上5時30分開放。站名來自於巴黎十三區中心地區的高層公寓區奧林匹亞德地區。

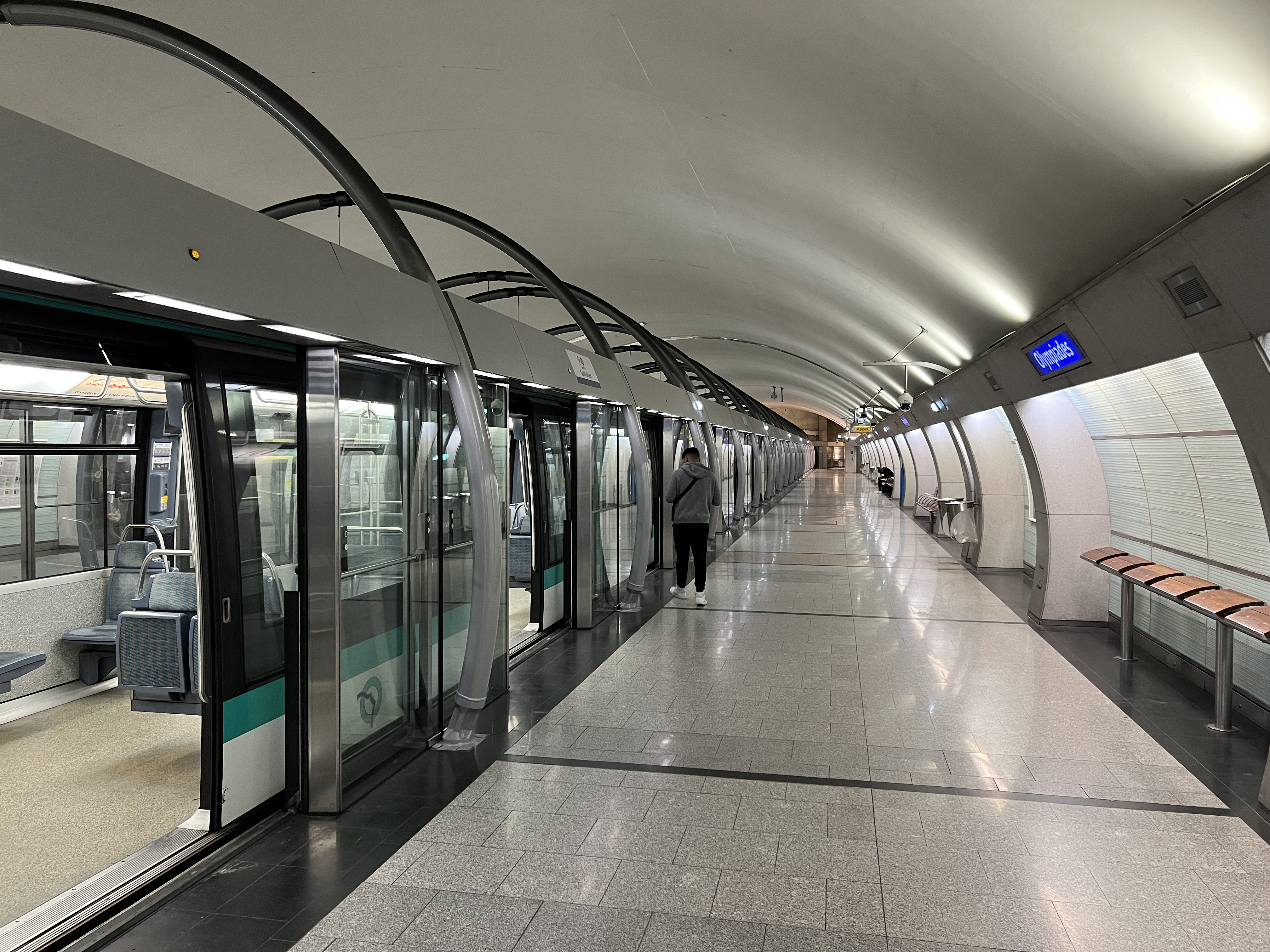
月台（2022年7月）

## 車站結構
| G  | 地面層                           | 出入口                                |
| B1 | 夾層                             | 往出入口                              |
| B2 | 設有月台幕門的側式月台，右側開門 | 設有月台幕門的側式月台，右側開門      |
| B2 | 北行                             | 往聖旺市政府（弗朗索瓦·密特朗圖書館） |
| B2 | 南行                             | 只限落客                              |
| B2 | 設有月台幕門的側式月台，右側開門 |                                       |

## 外部連結
- （法文） Description of Olympiades project on the RATP website